# Milja Šera
Mikola Žurkul je hrvatski pjesnik iz zajednice Hrvata u Rumunjskoj, iz sela Lupka.
Školovao se u Hrvatskoj. U Zagrebu je objavio svoje beletrističko djelo Pogleni, Bože, na naše slze. Objavila mu ga je Matica hrvatska, a ilustrirao Ivan Lacković Croata.
Pjesme su mu prevedene na esperanto. U antologiji su Pjesme i proza rumunjskih Hrvata = Poezio kaj prozo de la Rumanaj Kroatoj urednika Marije Belošević i Đure Vidmarovića (prijevod Cristian Mocanu, Marija Belošević)